# Decazeville
Decazeville, en occitan La Sala, est une ville du département français de l'Aveyron et de la région Occitanie.
La réunion de trois paroisses (Saint-Roch, Saint-Michel et Vialarels) autour du site industriel de Lassalle constitue les fondements de la nouvelle collectivité, créée par ordonnance royale en novembre 1833. Le canton de Decazeville verra le jour en 1881 après trente ans de démarches, en raison de la présence d'un gisement de houille, et dans le contexte de la révolution industrielle. C'est le charbon qui a permis le développement de la commune, faisant (selon les Charbonnages de France CdF) de Decazeville (qui a produit de 1966 à l'arrêt de l'exploitation à ciel ouvert en juin 2001) un point majeur de la production charbonnière dans le département avec plus de 10 millions de tonnes de charbon produites.
Elle doit son nom au duc Élie Decazes (1780-1860), homme politique et fondateur de l'usine à l'origine du développement de la ville.
Le patrimoine architectural de la commune comprend sept immeubles protégés au titre des monuments historiques : la société de secours minière de Decazeville, inscrite en 2013, le monument aux morts, inscrit en 2018, l'église Notre-Dame, inscrite en 2019, l'hôtel de ville, inscrit en 2019, le bâtiment des soufflantes et l’ensemble de ses installations techniques, inscrits en 2019, le chevalement de puits de mine de La Découverte, inscrit en 2019, et le monument funéraire de la famille Cabrol, inscrit en 2019.

## Géographie

### Localisation
La commune de Decazeville se trouve dans la vallée d'un ruisseau affluent du Lot appelé le Riou Mort (exactement: lo Riu Mòrt, forme occitane signifiant « ruisseau mort »), à environ 200 m d’altitude.

### Communes limitrophes
| Les communes limitrophes sont Aubin, Boisse-Penchot, Firmi, Flagnac, Livinhac-le-Haut et Viviez. Les limites communales de Decazeville et celles de ses communes adjacentes. \| Boisse-Penchot \| Livinhac-le-Haut \| Flagnac \| \| Viviez \| Decazeville \| \| \| \| Aubin \| Firmi \| |                  |         |
| Boisse-Penchot | Livinhac-le-Haut | Flagnac |
| Viviez | Decazeville      |         |
| | Aubin            | Firmi   |

### Hydrographie et relief
Ces composantes du paysage ont été fortement marquées et modifiées par l'industrie minière qui a laissé un énorme trou dit fosse de la découverte de Lassalle, correspondant à l'extraction de millions de tonnes de charbon, mis en sécurité et repaysagé sous l'égide de CdF entre 2001 et 2007 (pour un coût d'environ 30 millions d'euros). Selon CdF, « 110 millions de tonnes de charbon ont été extraites dans l'Aveyron, 200 millions de tonnes de stériles ont été déplacées sur les découvertes (...) Les travaux de réhabilitation ont nécessité de déplacer 6 millions de m3 de terres,construire 10 km d'ouvrages hydrauliques enrochés, reboiser 40 hectares et enrocher sur un kilomètre, le tour du lac de 8 hectares en fond de fosse de la découverte de Lassalle »
À côté de cette découverte se trouve un terril appelé crassier localement, composé de « crasses », de déchets organiques, de minéraux non intéressants (grès, argile, rhyolite...) et de stériles ou résidus de mine et d'usine (schistes, cendres). Ce crassier culminait à plus de 400 m d'altitude puis il s'est légèrement affaissé avec le temps.

### Climat
Pour des articles plus généraux, voir Climat de l'Occitanie et Climat de l'Aveyron.
En 2010, le climat de la commune est de type climat océanique altéré, selon une étude s'appuyant sur une série de données couvrant la période 1971-2000. En 2020, Météo-France publie une typologie des climats de la France métropolitaine dans laquelle la commune est exposée à un climat de montagne et est dans la région climatique Ouest et nord-ouest du Massif Central, caractérisée par une pluviométrie annuelle de 900 à 1 500 mm, maximale en automne et en hiver.
Pour la période 1971-2000, la température annuelle moyenne est de 12,8 °C, avec une amplitude thermique annuelle de 16,1 °C. Le cumul annuel moyen de précipitations est de 978 mm, avec 11,2 jours de précipitations en janvier et 6,5 jours en juillet. Pour la période 1991-2020, la température moyenne annuelle observée sur la station météorologique la plus proche, située sur la commune de Saint-Constant-Fournoulès à 14 km à vol d'oiseau, est de 12,7 °C et le cumul annuel moyen de précipitations est de 1 058,4 mm,. Pour l'avenir, les paramètres climatiques de la commune estimés pour 2050 selon différents scénarios d'émission de gaz à effet de serre sont consultables sur un site dédié publié par Météo-France en novembre 2022.

## Urbanisme

### Typologie
Au 1er janvier 2024, Decazeville est catégorisée bourg rural, selon la nouvelle grille communale de densité à 7 niveaux définie par l'Insee en 2022.
Elle appartient à l'unité urbaine de Decazeville, une agglomération intra-départementale dont elle est ville-centre,. Par ailleurs la commune fait partie de l'aire d'attraction de Decazeville, dont elle est la commune-centre,. Cette aire, qui regroupe 12 communes, est catégorisée dans les aires de moins de 50 000 habitants,.

### Logement
En 2020, le nombre total de logements dans la commune était de 3 683, alors qu'il était de 3 839 en 2014 et de 3 817 en 2009.
Parmi ces logements, 73,1 % étaient des résidences principales, 3,2 % des résidences secondaires et 23,7 % des logements vacants. Ces logements étaient pour 49,4 % d'entre eux des maisons individuelles et pour 50,1 % des appartements.
Le tableau ci-dessous présente la typologie des logements à Decazeville en 2020 en comparaison avec celle de l'Aveyron et de la France entière. Une caractéristique marquante du parc de logements est ainsi une proportion de logements vacants (23,7 %) supérieure à celle du département (10,9 %) et à celle de la France entière (9,7 %). Concernant le statut d'occupation des résidences principales, 50,8 % des habitants de la commune sont propriétaires de leur logement (49 % en 2014), contre 69,4 % pour l'Aveyron et 57,5 pour la France entière.
| Typologie                                               | Decazeville | Aveyron | France entière |
| ------------------------------------------------------- | ----------- | ------- | -------------- |
| Résidences principales (en %)                           | 73,1        | 71,8    | 82,1           |
| Résidences secondaires et logements occasionnels (en %) | 3,2         | 17,3    | 9,7            |
| Logements vacants (en %)                                | 23,7        | 10,9    | 8,2            |

### Voies de communication et transports
Les autobus du Transport Urbain du Bassin (TUB) reliant les communes et villes autour de Decazeville, c’est-à-dire Viviez, Aubin, Cransac, Firmi, et Combes permettent un déplacement aisé dans l’agglomération. Ce transport interurbain est géré par Decazeville Communauté qui l'a confié via un marché public à différentes entreprises de transport.

#### Axe ferroviaire
La ville de Decazeville de par son activité sidérurgique et minière importante à partir de la seconde moitié du XIXe siècle, bénéficie depuis le 30 août 1858 d’un raccordement au réseau ferré via la ligne Viviez à Decazeville (no 743000 du réseau ferré national), antenne de la ligne de Capdenac à Rodez,. Cette ligne d’une longueur de 4,5 km en cul-de-sac est déclarée d’utilité publique le 7 avril 1855. Elle dessert la gare de marchandises dans le quartier de Fontvergnes et par la suite, une gare voyageurs est construite à Decazeville à partir de 1861. À partir de 1900, la ligne est complétée par des arrêts supplémentaires à Laubarède et la Vitarelle. Dès 1910, un arrêt voyageurs est créé à Fontvergnes sous l'impulsion du maire Louis Bos, en complément de la gare de marchandises déjà existante. À la suite du déclin économique du bassin minier, en raison de la crise sidérurgique et du charbon, le service voyageurs est arrêté le 6 août 1973 et le service marchandises le 30 septembre 1989. Par décret, la ligne est déclassée le 27 mai 1990 pour permettre l’aménagement de la route nationale 140. Depuis cette époque, la gare de Viviez-Decazeville située à proximité, assure le services voyageurs et marchandises et cette dernière dessert Albi via Rodez, Paris via Brive ou Toulouse via Capdenac-Gare.

#### Axes routiers
La commune de Decazeville est traversée par une route départementale reliant le nord de Martel (presque de Cressensac) à Rodez (RD 840 - anciennement RN 140).

## Toponymie
La ville et le nom sont récents : le lieu s'appelait auparavant « La Salle » ou « Lasalle » (La Sala en occitan), qui désignait au Moyen Âge une maison forte de petite noblesse.

## Histoire

### Moyen Âge et époque moderne
La Salle produisait du charbon dès le XVIe siècle, exporté par le Lot vers Bordeaux, mais en petites quantités. Louis XIV et ses successeurs, malgré les protestations de la paroisse, dotèrent leurs maîtresses de mines.

### Époque contemporaine

#### Les houillères

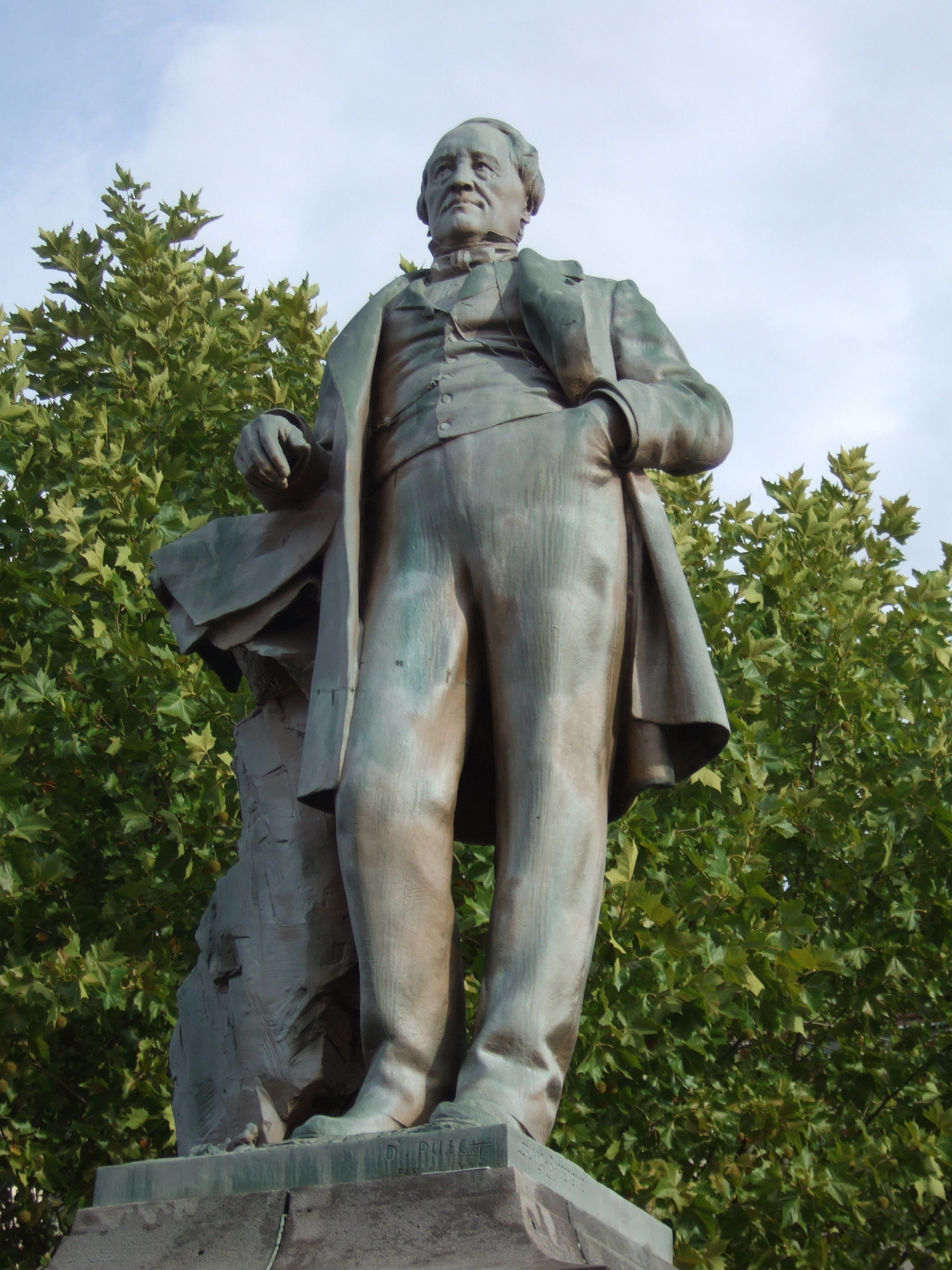
Statue de François Cabrol.

Le duc Decazes (1780-1860) qui hérita des mines, créa en 1826, avec l’aide du polytechnicien François Gracchus Cabrol, les houillères et fonderies de l'Aveyron qui allaient faire de ce village-rue un grand centre sidérurgique. Au début de la monarchie de Juillet, la cité prit le nom de Decazeville. Les actes d'état civil de cette commune commencent en 1835. L'apogée fut atteinte au début du XXe siècle avec une population active de 9 000 travailleurs et une production d'un million de tonnes de fonte par an. Cette activité, aujourd'hui déclinante, a amené Decazeville à se diversifier et à développer d'autres industries : métallurgie, sidérurgie, industrie du bois, chaudronnerie, production de tubes en acier.
C'est parce qu'il y avait (et il y a toujours) du minerai de fer dans le vallon de Saint-Christophe-Vallon, Valady et Marcillac-Vallon que l'industrialisation sur le bassin sidéro-métallurgique de Decazeville fut possible. C'est sur le Causse Comtal que se trouvaient les extractions de minerai de fer (Solsac, Mondalazac...), ramené ensuite sur Decazeville et Firmi dans les hauts-fourneaux (des fours à coke, des fours à griller pour faire couler de la fonte) par le biais d'un transport aérien par pylônes, puis par une voie de chemin de fer à voie étroite (66 cm) réalisée par François Cabrol de 1852 à 1856. Cette voie est composée de 10 tunnels maçonnés et travaillés esthétiquement et de trois ponts dont un viaduc appelé par trois noms différents : viaduc de l'Ady, pont de Malakoff et pont Cabrol. De nos jours, ces ouvrages sont devenus des vestiges perdus dans des parcelles privées et / ou en ruines. Le viaduc de l'Ady a été détruit petit à petit entre 1945 et 1965. Le pont rouge, par contre à Marcillac-Vallon, a été restauré dans les années 1990 et est devenu un symbole de l'industrialisation localement.
L'élection à la mairie du médecin Jules Cayrade en 1878 marque le début d'une contestation de l'autorité patronale, et l'opposition ouvrière au cléricalisme de la compagnie minière.

#### Grève de 1886
Une grève de six mois de 2 000 mineurs en 1886 provoqua le déploiement de troupes et de nombreuses arrestations. Cette grève s'insère dans une longue suite de conflits sociaux (1872, 1877, 1878, 1882). Elle est causée par l'action du sous-directeur de la compagnie, Jules Watrin, qui reçoit 10 % des sommes qu'il fait économiser au patron par les réductions de salaire des mineurs. Il réussit à faire passer les salaires de 150 à 200 francs mensuels à 33 francs seulement entre 1878 et 1886. Le 26 janvier, pendant une manifestation, il est jeté par la fenêtre de la mairie par les grévistes et lynché,. L'armée est envoyée pour maintenir l'ordre, mais sous l'influence de Boulanger, elle n'intervient pas. La répression reste forte, et marque les liens entre pouvoir politique et économique : les interrogatoires des mineurs arrếtés ont lieu au siège de la compagnie, même si Léon Say, président de la compagnie et ministre des Finances, se plaint d'une action trop molle du préfet. Le patronat fait distribuer gratuitement le journal conservateur L'Aveyronnais dans les établissements publics qui présente la thèse du complot pour expliquer la grève. La révélation de la commission touchée par Watrin provoque la démission de Léon Say. Mais Jean Jaurès estime que défendre les grévistes est faire l'apologie de l'assassinat. Après la mort de Watrin, la direction déclare être prête à accéder à certaines revendications des grévistes, le travail reprend partiellement le 29 janvier, avant que la direction ne revienne sur ses promesses, ce qui relance la grève du 29 janvier au 14 juin. Les plus grands titres de presse nationale s'en prennent aux mineurs (L'Illustration, Le Gaulois, Le Français, Le Matin, Le Pèlerin), qui sont soutenus par L'Aveyron républicain et Le Cri du peuple. Si, le 12 juin, la direction accorde les augmentations de salaire demandées, neuf ouvriers et une ouvrière sont jugés pour la mort de Watrin, et un est condamné à huit ans de travaux forcés et trois à la prison.

#### Répression de janvier et février 1894
Les anarchistes de la ville sont visés par la répression de janvier et février 1894, lors de l'Ère des attentats (1892-1894).

#### Grève de 1948
En 1945, le bassin minier de Decazeville compte 5045 mineurs.
Après des années de privation et de rationnement, en période de forte inflation et alors que le récent statut du mineur est remis en cause, la grande grève des mineurs de 1948 se déclenche. Elle dure près de deux mois, et un grand mouvement de solidarité se dessine. Les mineurs reçoivent un camion de vivres collectées par le Parti communiste français, qui est livré le 5 novembre. De même, l'adjoint au maire refuse de signer l'ordre de réquisition des mineurs faisant partie des équipes de sécurité (17 octobre) ou les enfants de mineurs sont pris en charge le temps de la grève par des personnes solidaires à Millau.

#### Grève de 1961-1962
Le bassin minier est connu pour une autre grève qui eut lieu fin 1961 et début 1962 et où plus de 1 500 mineurs restèrent 66 jours au fond de la mine entre le 23 décembre 1961 et le 26 février 1962.

##### Contexte
La part du charbon dans la consommation énergétique française est tombée de 98 % en 1913 à 56 % en 1959, concurrencé par le gaz naturel et le pétrole. L’avènement d’une nouvelle génération de minéraliers fait chuter le coût du fret et les charbons nord-américains concurrencent désormais les charbons européens. Une crise de surproduction s’amorce à la fin des années 1950, et dans le contexte decazevillois, on note que le déplacement de l’usine d’ammoniac vers la Lorraine rend la situation économique locale plus tendue. Et dès 1954, la fermeture des mines est envisagée à court terme, avec le seul maintien de la mine à ciel ouvert employant 500 à 600 ouvriers. L’exploitation du charbon decazevillois dépend de sa commercialisation dans le sud-ouest, mais qui n’est possible que par un abattement des tarifs de la SNCF ; la faillite des Forges de l’Adour à Bayonne et la diffusion du gaz de Lacq ferment des débouchés au charbon de l’Aveyron (par exemple lors de la fermeture de la cokerie de l’UCMD en 1961 après l’arrivée du gazoduc). En 1955, 250 mineurs célibataires étrangers sont contraints de partir pour la Lorraine, ce qui provoque une première grève. En 1959-1961, les administrations, le gouvernement et les élus préparent la fermeture des mines à l’horizon 1965, le charbon decazevillois étant le plus déficitaire : chaque tonne extraite provoque un déficit de 32 francs. Une première grève a lieu lorsque huit ouvriers de la cokerie sont licenciés, malgré les offres de reconversion qui leur sont faites et le 24 novembre, 5000 personnes manifestent à Decazeville ce qui inquiète les responsables de la police, qui estiment que tout reste calme tant que la police ne se montre pas ; mais que, dans le cas où elle doit se montrer, l’implantation des usines au cœur de la ville, sous les yeux du public, il lui faut au minimum 6 compagnies de CRS,. La disparition de Paul Ramadier, qui avait toujours défendu le bassin, prive aussi la préfecture d’un intermédiaire écouté.
Le 14 décembre, le ministre de l'Industrie Jean-Marcel Jeanneney annonce que les sites les moins rentables de Charbonnages de France vont fermer dans les années qui viennent ; à Decazeville, seul est prévu le maintien de l’exploitation de la mine à ciel ouvert. La décision avait été pressentie lors de la visite glaciale du général de Gaulle, le 21 septembre. La grève se déclenche lorsque 8 mineurs en formation professionnelle reçoivent leur lettre de licenciement.

##### Déroulement
Le mouvement commence par une grève sur le tas, le 19 décembre : plus d’un millier de mineurs occupent les sites d’exploitation. Ils sont soutenus par le conseil général, le PCF, L'Humanité et la CGT tirent parti du contexte des fêtes de fin d’année dans leur communication. Le mouvement est soutenu bien au-delà des seuls cercles communistes. Les instituteurs font écrire à leurs élèves des lettres adressées à Yvonne de Gaulle ; 12 000 personnes manifestent le 22 décembre ; des dons affluent ; la FDSEA et une partie du clergé apportent leur soutien (des messes sont célébrées dans les mines). L’évêque de Rodez, Jean Ménard soutient les familles. La presse profite de ce sujet dans la période creuse en actualité entre Noël et le Nouvel An. Le 26 décembre, les mineurs des Cévennes font grève une journée en solidarité. Les médecins, cadres et pharmaciens de la caisse de secours minière font don de la moitié de leur salaire. Six fils de mineurs entament une grève de la faim le 27 décembre, et les maires du département menacent de démissionner en bloc le 1er janvier. Et les mineurs se laissent pousser la barbe en référence aux barbudos.
L’opinion commence à se renverser fin décembre, notamment après l’interview de Jeanneney par l’ORTF : les questions posées par les journalistes permettent au ministre de dérouler son argumentaire. On commence à trouver que les mineurs sont privilégiés. Mais le soutien local reste fort, comme le montre la grève générale de tout l’Aveyron le 9 janvier avec 30 000 manifestants à Decazeville, le nouveau maire René Rouquette en tête. Le chemin de fer Paris-Toulouse est bloqué. Le 1er janvier, la municipalité de Decazeville et de 11 communes alentour démissionne. Le conseil général menace lui aussi de démissionner et son président se propose comme négociateur. Raymond Barre, le directeur de cabinet, reçoit les représentants des mineurs le 30 janvier. Pour conserver le soutien de l’opinion publique, une grève de la faim est entamée par des mineurs le 2 février : ils sont hospitalisés le 13 février, épuisés par près de deux mois de grève au fond de la mine, au moment où le ministre défend la mobilité de la main-d'œuvre au Parlement. Après un nouveau déplacement de Raymond Barre le 15 février, la grève prend fin le 20 ; une dernière manifestation a lieu le 21, avec 10 000 personnes

##### Suites
Les conséquences se font durement sentir dans les années qui suivent : le nombre de mineurs passe de 2200 à 443 en six ans ; le bassin minier perd 7000 habitants sur les 33 000 qu’il comptait en 1962 (21 % de diminution en 6 ans).
Selon Achille Blondeau, la mine de Decazeville est typique d’un nouveau type de grève en France, où les travailleurs menacés de perdre leur emploi sont mis en avant par l’ensemble d’une région dont l’économie est menacée par la fermeture d’un site industriel ou minier.<
La dernière mine a définitivement fermé en juin 2001.
Ayant subi de plein fouet le déclin de l'industrie minière, cette ville comporte désormais de nombreuses friches industrielles tout en gardant un caractère populaire lié à son passé minier et industriel.
L'ancienne zone industrielle du centre de la ville a subi des étapes de dépollutions ces 20 dernières années. Elle est en cours de réaménagement et pourra devenir une nouvelle zone d'activités.

#### La métallurgie
En 1985, la Compagnie Française des Aciers Spéciaux (ASFOR) produit 100 000 tonnes, dont 70 % sont des tubes sans soudure. La compagnie annonce un plan d'expansion de l'usine de Decazeville avec une nouvelle ligne de finition et une nouvelle ligne de coulée, devant être démarrées en 1986. Au-delà de cette expansion, la modernisation d'un haut fourneau est alors en cours. Il est prévu de prolonger la modernisation du fourneau avec une installation de métallurgie en poche et une coulée par centrifugation à deux lignes.

## Politique et administration

### Liste des maires
| Période                                  | Période                         | Identité                 | Étiquette         | Qualité                                                                              |
| ---------------------------------------- | ------------------------------- | ------------------------ | ----------------- | ------------------------------------------------------------------------------------ |
| 1844                                     | 1863                            | François Gracchus Cabrol |                   | Ingénieur en chef de la mine, conseiller général (1848-1852), député (1846)          |
|                                          |                                 |                          |                   |                                                                                      |
| 1878                                     | 1886                            | Jules Cayrade            | Républicain       | Médecin, député, conseiller général                                                  |
| 1886                                     | 1888                            | Alexandre Bos            |                   | Conseiller général                                                                   |
|                                          |                                 |                          |                   |                                                                                      |
| 1919                                     | 1941                            | Paul Ramadier            | SFIO              | Député, conseiller général de 1928 à 1941 et de 1945 à 1962)                         |
| 1941                                     | 1944                            | Georges Tourtonde        |                   | Nommé par le gouvernement de Vichy                                                   |
| 1945                                     | 1959                            | Paul Ramadier            | SFIO              | Président du Conseil, conseiller général                                             |
| 1965                                     | 1971                            | René Rouquette           | PSU               | Instituteur, conseiller général de 1962 à 1976                                       |
| 1971                                     | 1977                            | Yves Roques              | PS                |                                                                                      |
| 1977                                     | 1995                            | Pierre Delpech           | app. PCF puis DVG | Médecin, conseiller général de 1976 à 1994                                           |
| 1995                                     | 2010                            | Pierre Gadea             | PS                | Président de la communauté de communes, conseiller général de 1994 à 2001            |
| 2010                                     | 2014                            | Jean Reuilles            | PS                |                                                                                      |
| avril 2014                               | En cours (au 19 septembre 2020) | François Marty,          | DVC               | Ancien cadre Président de la communauté de communes Decazeville Communauté (2020 → ) |
| Les données manquantes sont à compléter. |                                 |                          |                   |                                                                                      |

### Jumelages
- Utrillas (Espagne)
- Coazze (Italie)
- Bolsover (Angleterre) depuis 1962. Le jumelage Decazeville-Bolsover-Shirebrook voit le jour à partir de 1957 dans le cadre d’une coopération éducative et culturelle portée par Rita Inns, enseignante britannique de français, qui va effectuer de nombreux séjours scolaires à Decazeville et sa région[52]. Il faudra attendre 1962 avant qu’un traité de jumelage soit signé entre les municipalités de Bolsover et de Decazeville, lors d’une cérémonie officielle rehaussée par la participation de l’orchestre d’harmonie Lyre decazevilloise[53]. Côté musique, ce jumelage contribue à l'organisation d'une tournée en Angleterre de l'orchestre d'harmonie decazevillois en 1980[54]. Plus généralement, l’organisation de ces séjours éducatifs et culturels - côté britannique – est repris par Jims Sawyer entre 1987 et 1997, avant une mise en sommeil du jumelage[52].

## Population et société

### Démographie

#### Évolution démographique
L'évolution du nombre d'habitants est connue à travers les recensements de la population effectués dans la commune depuis 1836. Pour les communes de moins de 10 000 habitants, une enquête de recensement portant sur toute la population est réalisée tous les cinq ans, les populations de référence des années intermédiaires étant quant à elles estimées par interpolation ou extrapolation. Pour la commune, le premier recensement exhaustif entrant dans le cadre du nouveau dispositif a été réalisé en 2006.

En 2022, la commune comptait 5 025 habitants, en évolution de −6,16 % par rapport à 2016 (Aveyron : +0,37 %, France hors Mayotte : +2,11 %).
| 1836  | 1841  | 1846  | 1851  | 1856  | 1861  | 1866  | 1872  | 1876  |
| ----- | ----- | ----- | ----- | ----- | ----- | ----- | ----- | ----- |
| 2 715 | 4 154 | 6 323 | 5 938 | 8 842 | 8 620 | 7 106 | 8 710 | 9 547 |

| 1881  | 1886   | 1891  | 1896  | 1901   | 1906   | 1911   | 1921   | 1926   |
| ----- | ------ | ----- | ----- | ------ | ------ | ------ | ------ | ------ |
| 9 625 | 10 702 | 8 871 | 9 634 | 11 536 | 12 961 | 14 144 | 14 089 | 14 261 |

| 1931   | 1936   | 1946   | 1954   | 1962   | 1968   | 1975   | 1982  | 1990  |
| ------ | ------ | ------ | ------ | ------ | ------ | ------ | ----- | ----- |
| 15 210 | 12 365 | 12 138 | 11 510 | 11 855 | 10 532 | 10 231 | 8 804 | 7 754 |

| 1999  | 2006  | 2011  | 2016  | 2021  | 2022  | - | - | - |
| ----- | ----- | ----- | ----- | ----- | ----- | - | - | - |
| 6 805 | 6 294 | 5 917 | 5 355 | 5 111 | 5 025 | - | - | - |

| selon la population municipale des années : | 1968 | 1975 | 1982 | 1990 | 1999 | 2006 | 2009 | 2013 |
| Rang de la commune dans le département      | 4    | 4    | 5    | 6    | 6    | 6    | 6    | 6    |
| Nombre de communes du département           | 306  | 303  | 304  | 304  | 304  | 304  | 304  | 304  |

Au début du XXe siècle, Decazeville comptait 11 536 habitants.

#### Pyramide des âges
La population de la commune est plus âgée que celle du département. En 2020, le taux de personnes d'un âge inférieur à 30 ans s'élève à 27 %, soit un taux inférieur à la moyenne départementale (28,5 %). Le taux de personnes d'un âge supérieur à 60 ans (42 %) est supérieur au taux départemental (34,9 %).
En 2020, la commune comptait 2 509 hommes pour 2 687 femmes, soit un taux de 51,71 % de femmes, supérieur au taux départemental (50,62 %).
Les pyramides des âges de la commune et du département s'établissent comme suit :
| Hommes | Classe d’âge | Femmes |
| ------ | ------------ | ------ |
| 2,1    | 90 ou +      | 4,8    |
| 13,8   | 75-89 ans    | 17,9   |
| 22,2   | 60-74 ans    | 23     |
| 18,8   | 45-59 ans    | 18,4   |
| 13,1   | 30-44 ans    | 11,8   |
| 16,2   | 15-29 ans    | 11,3   |
| 13,9   | 0-14 ans     | 12,8   |

| Hommes | Classe d’âge | Femmes |
| ------ | ------------ | ------ |
| 1,3    | 90 ou +      | 3      |
| 10,3   | 75-89 ans    | 13,5   |
| 21,3   | 60-74 ans    | 21,3   |
| 20,8   | 45-59 ans    | 20,1   |
| 16,4   | 30-44 ans    | 15,7   |
| 14,8   | 15-29 ans    | 12,2   |
| 15,3   | 0-14 ans     | 14,3   |

### Manifestations culturelles et festivités

#### La nuit du jazz "New Orleans" (1991-2014)

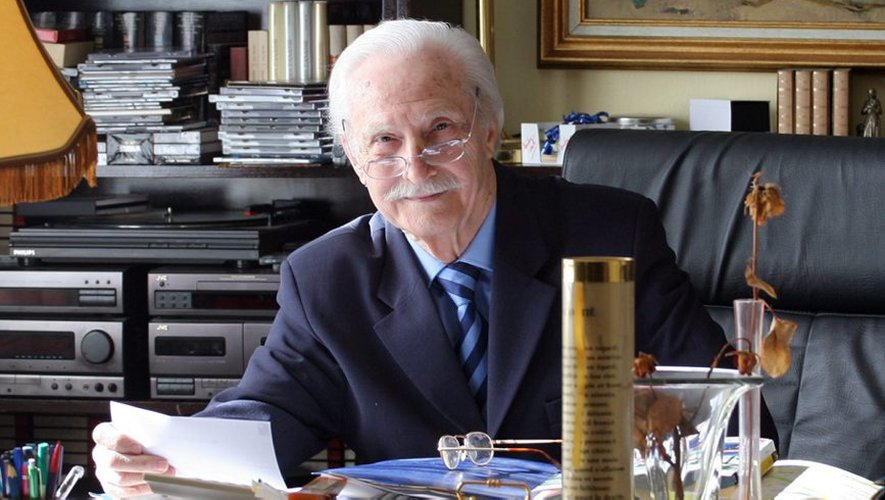
Jean Meyniel, organisateur de la nuit du jazz "New Orleans" à Decazeville.

La nuit du jazz « New Orleans » est un événement musical populaire organisé à Decazeville à l’initiative de Jean Meyniel (décédé en juin 2017), amateur de jazz et président de l’office de tourisme de Decazeville,. Lancée en 1991 sous l’appellation « Nuit du jazz », la première édition gratuite présente en tête d'affiche Daniel Sidney Bechet. L’année suivante, l'appellation nuit du Jazz est complétée par New Orleans. Un square porte son nom

#### Le festival "Mines de Jazz" (depuis 2003)
Le festival « Mines de Jazz » est un événement culturel et musical autour du jazz qui se déroule tous les ans à Decazeville depuis 2003, sur quatre jours au printemps. Organisé par l’association « Mines de Jazz – 2e rappel », association loi de 1901 installée avenue Cabrol à Decazeville, ce festival développe aussi des interactions avec son territoire : programmation au cinéma de Decazeville, exposition photos, actions éducatives dans les écoles,.

#### Le festival de feux d'artifice de Decazeville (1998-2017)
Un festival intercontinental de feux d'artifice est créé en juillet 1998 sur le site de l'ancienne mine à ciel ouvert : La Découverte. Ce rendez-vous populaire annuel qui attire jusqu’à 20 000 personnes – autour d'artificiers internationaux – est porté par le comité des festivités decazevilloises et Marco Garcia – artificier local – à l'origine de ce festival. Après une édition 2014 très délicate – notamment en raison des décisions prises autour des risques météorologiques – et deux années supplémentaires de déficit, la dernière édition de ce festival se déroule en juillet 2017,.

#### Le pèlerinage de Compostelle
Decazeville est située sur la Via Podiensis du pèlerinage de Saint-Jacques-de-Compostelle. On vient de Noailhac et de sa chapelle Saint-Roch. La commune suivante est Livinhac-le-Haut où l'on trouve, à nouveau, une chapelle Saint Roch. Bien sûr, l'étape de Decazeville (fondée au XIXe siècle) portait un autre nom dans le Guide du Pèlerin d'Aymeri Picaud (XIIe siècle).

### Enseignement
La ville dispose de plusieurs établissements d'enseignement disposant de services de restauration scolaire.

#### Écoles publiques
- Écoles maternelle François Fabié, 59 élèves en 2014[85];
- Écoles maternelle Jean Moulin, 82 élèves en 2014[86];
- École maternelle publique du Sailhenc, 53 élèves en 2014[87];
- Au centre-ville, école élémentaire Jean Macé : 110 élèves en 2014 et une Classe pour l'inclusion scolaire (CLIS) pour les élèves handicapés[88];
- Collège Paul Ramadier : 500 élèves en 2014[89]. Ce collège propose quatre classes de section d'enseignement général et professionnel adapté[90];
- Le lycée de la cité Scolaire La Découverte offre des formations des filières générales, technologiques et professionnelles jusqu'au niveau Brevet de technicien supérieur[91] et même une licence professionnelle.

#### Écoles privées
- École maternelle, école élémentaire et collège Sainte-Foy[92]

### Santé
La ville de Decazeville dispose d'un hôpital, le centre hospitalier Pierre Delpech (anciennement Hospice Tinel), sis 60, avenue Prosper Alfaric.
Une nouvelle maison de santé a été inaugurée en 2014, permettant de regrouper sur un même site différents praticiens afin d'obtenir une collaboration transverse. Outre l'aspect purement sanitaire, la construction de cette entité juxtaposant la pépinière d'entreprises se veut le symbole du renouveau de la zone centrale.

### Sports
Club de rugby à XV, le Sporting Club decazevillois évolue en Fédérale 2 pour la saison 2017-2018 et sera maintenu de justesse dans cette division grâce au jeu des rattrapages administratifs. Après une saison 2018-2019 qui n'a pas été à la hauteur (8 défaites consécutives depuis début 2019), ce club de rugby descend en Fédérale 3 pour la saison 2019-2020.

### Vie associative

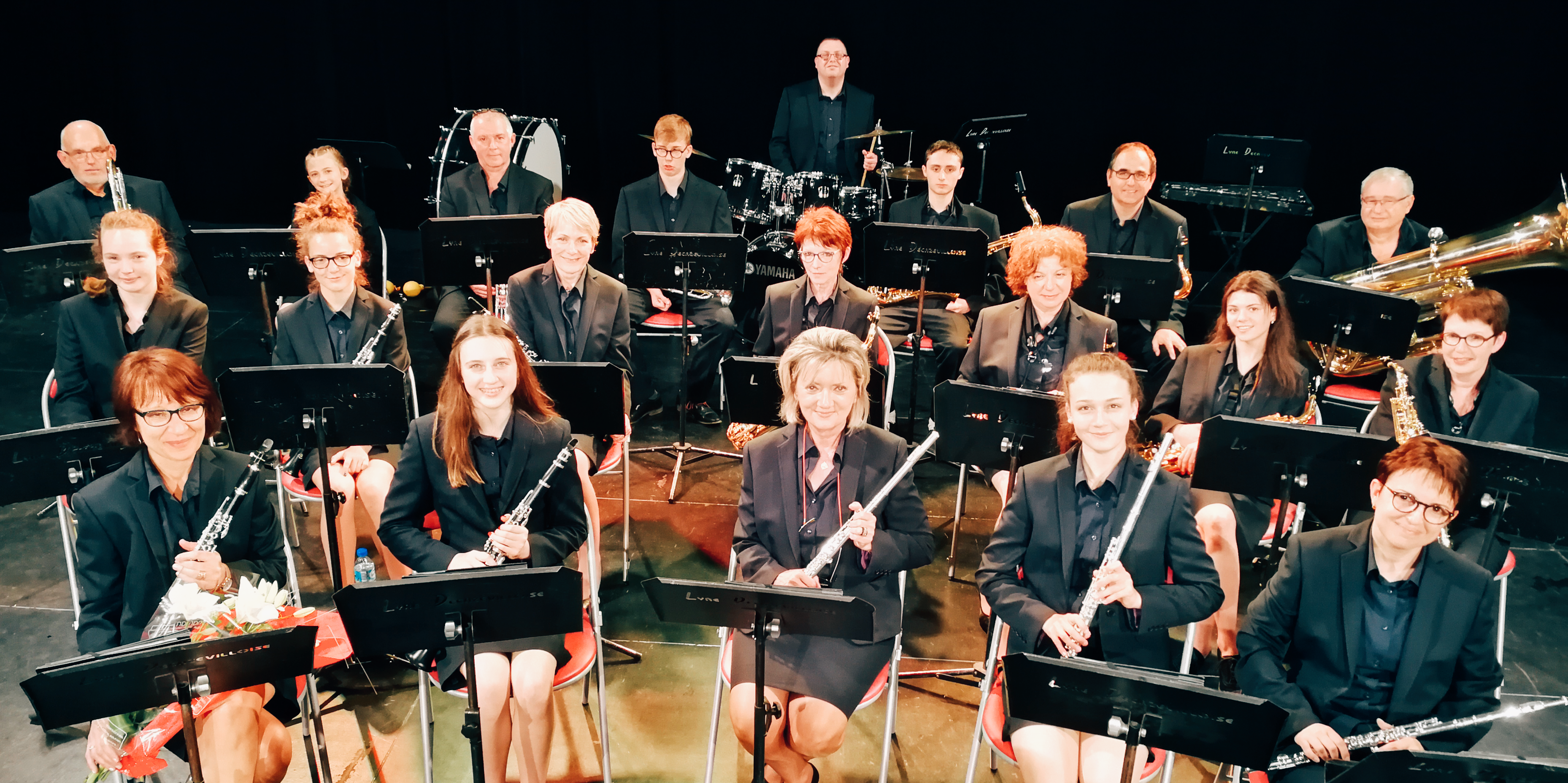
La Lyre decazevilloise photographiée en mai 2018.

- La Lyre decazevilloise photographiée en mai 2018.La Lyre decazevilloise : Il s'agit de la  plus ancienne société musicale et association de la ville, toujours en activité, fondée le dimanche 1er juillet 1900[98]. Elle précède d'un mois sa cadette, la société de gymnastique "L'Alerte"[99]. La Lyre decazevilloise regroupe aujourd'hui un orchestre d'harmonie et une école de musique[100].

- L'Avenir decazevillois : Il s'agit d'une association de Decazeville, fondée le 24 octobre 1968[101], qui regroupe une batterie-fanfare et une école de musique[102]. Cette formation musicale, héritière de la clique de l'Alerte puis de la fanfare des sapeurs -pompiers, est placée sous la direction du tambour-major Jean-Claude Dal (successeur de Charles Tochon)[103]. Cette batterie-fanfare assure essentiellement des prestations protocolaires parfois accompagnée par l'orchestre d'harmonie de la Lyre decazevilloise[104]

### Médias
Trois journaux quotidiens couvrent l'actualité locale : Centre Presse (Aveyron), La Dépêche du Midi et Midi libre.

## Économie
La ville est dotée d'une Maison commune emploi formation et d'une pépinière d'entreprises.

## Culture locale et patrimoine

### Lieux et monuments

#### Patrimoine religieux
- Église Notre-Dame de Decazeville  Inscrit MH (2019)[105].

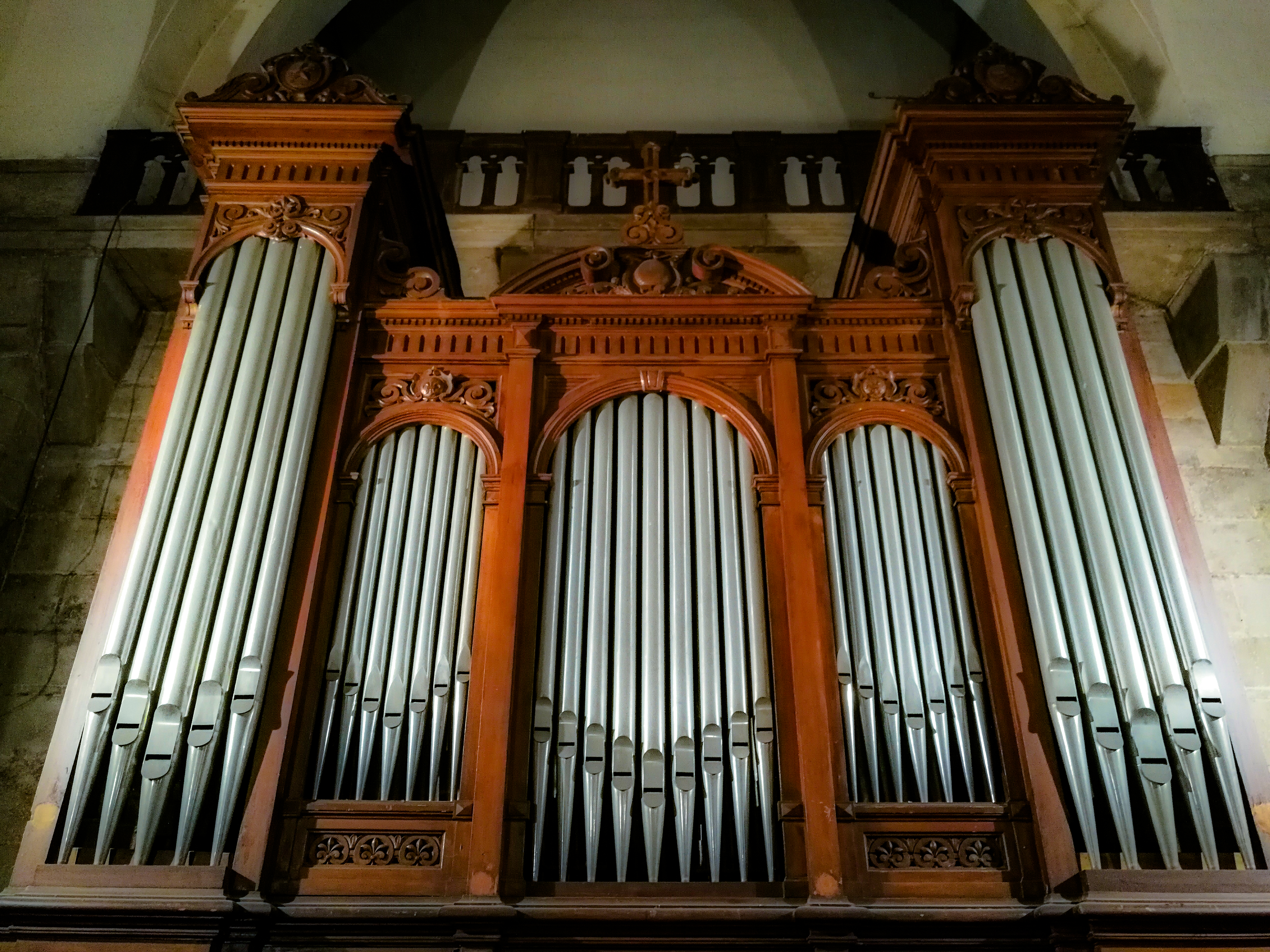
Orgue Cavaillé-Coll de Decazeville (1874).

  - Orgue Cavaillé-Coll de Decazeville (1874).Orgue Cavaillé-Coll : L’orgue Aristide Cavaillé-Coll de Decazeville est un orgue de tribune (12 jeux) d'esthétique romantique, inauguré le 11 octobre 1874 en l’église Notre-Dame[106]. Selon l'inventaire de la société Cavaillé-Coll, il est enregistré sous la référence "CC 426/423" pour un montant de 18 000 francs de l'époque[107]. Modernisé en 1889 par Théodore Puget[108], la console, séparée et tournée face à la nef, comporte deux claviers manuels de 54 notes chacun (grand-orgue, 6 jeux ; récit expressif, 6 jeux) et un pédalier à l'allemande[109]. En 1990, un relevage est effectué par Pascal Quoirin et Jean Boissonnade. Cette même opération est renouvelée en 2021 sous la direction du facteur d'orgue Sébastien Rébé[110],[111]. L’orgue est classé monument historique depuis le 4 mars 1994[112]. Selon les opportunités, il est joué en concert par des organistes invités[113],[114] ou des pèlerins de passage[115].
  - Peinture : Dans l'église moderne du XIXe siècle Notre-Dame, on peut admirer un chemin de croix symboliste unique du XIXe siècle (1863) du peintre Gustave Moreau. Une œuvre originale en 14 chefs-d'œuvre d'un maître de la couleur et de la lumière, commandée par Élie Cabrol, fils de François. Une représentation la Crucifixion, peinte par l'artiste Decazevillois Jean Ségalat et offerte à la ville en 1988 par sa famille, est également exposée dans l'église[116].
- Église Saint-Roch de Decazeville.
- Église Saint-Antoine de Fontvergnes.
- Église Saint-Michel de Saint-Michel.

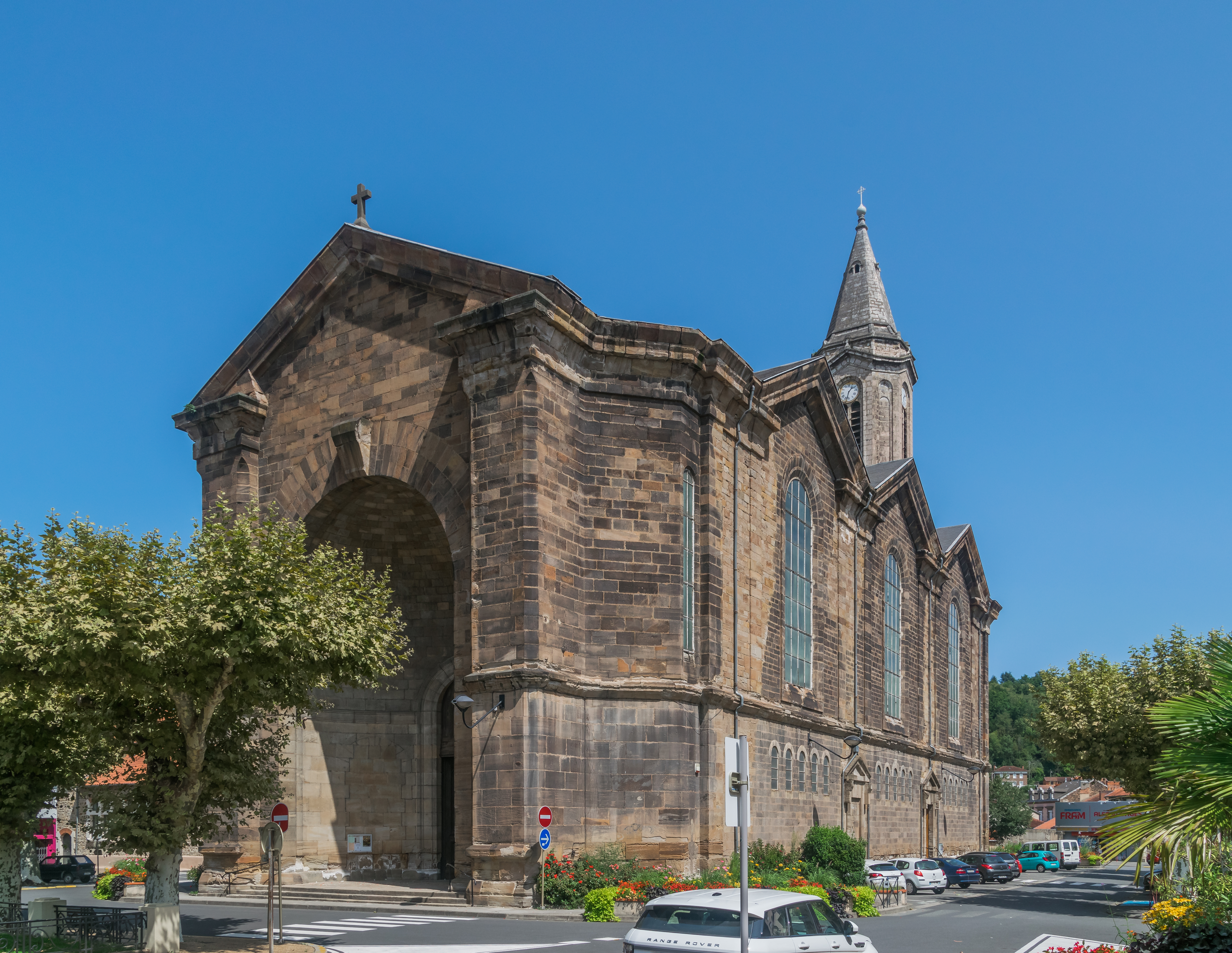
Chevet de l'Église Notre-Dame de Decazeville
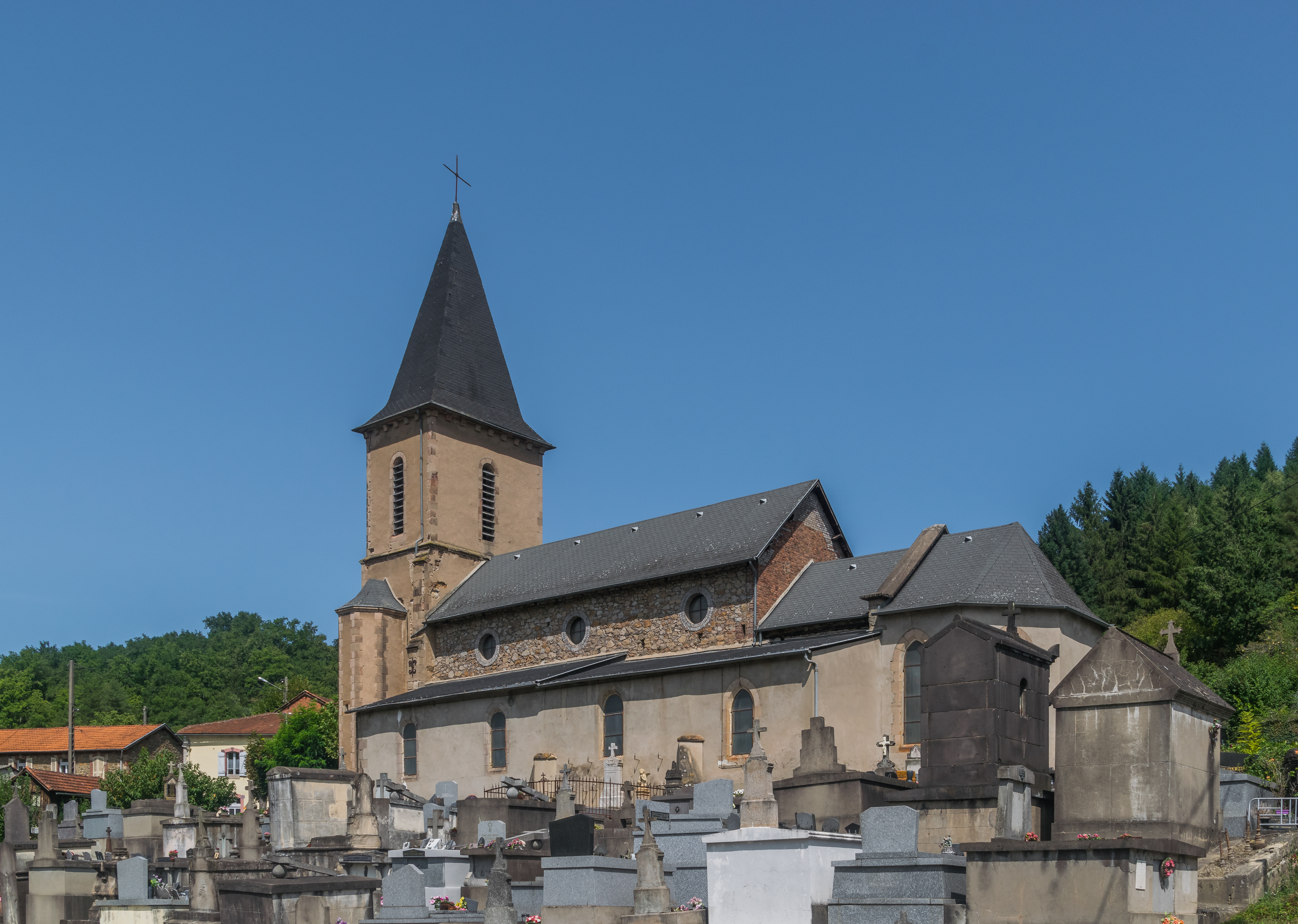
Église Saint-Michel de Saint-Michel.

#### Patrimoine civil
- Hôtel de ville[117]
- Monument aux morts de Decazeville[118]

#### Monuments, musées et sites remarquables
- Sculpture : Au monument aux morts de Decazeville, se trouvent 4 bas-reliefs en bronze du maître André Galtier avec une massive lampe de mineur en bronze d'art.
- Le mausolée Cabrol dans le cimetière de Miramont.
- Dans différents lieux de la ville, on trouve 4 statues de bronze représentant :
  - Élie Decazes - place Decazes (corps entier - socle)
  - François Cabrol - place Cabrol (corps entier - socle) (commandé par le fils Élie Cabrol)
  - Jules Cayrade - haut de la rue Cayrade (buste - fontaine)
  - Paul Ramadier - quartier de la Vitarelle (buste - socle)

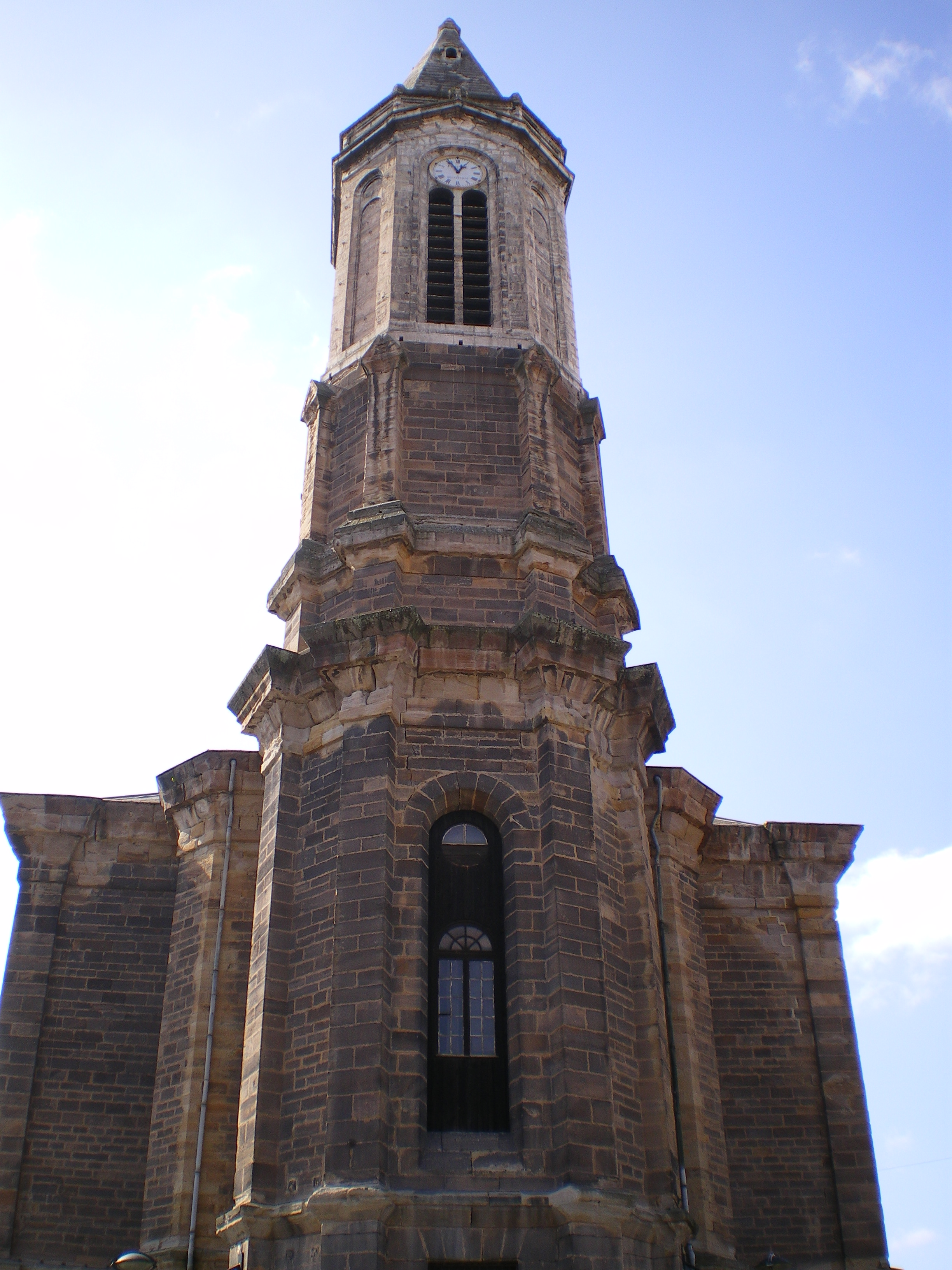
Église Notre-Dame (F. Cabrol 1847-1874).
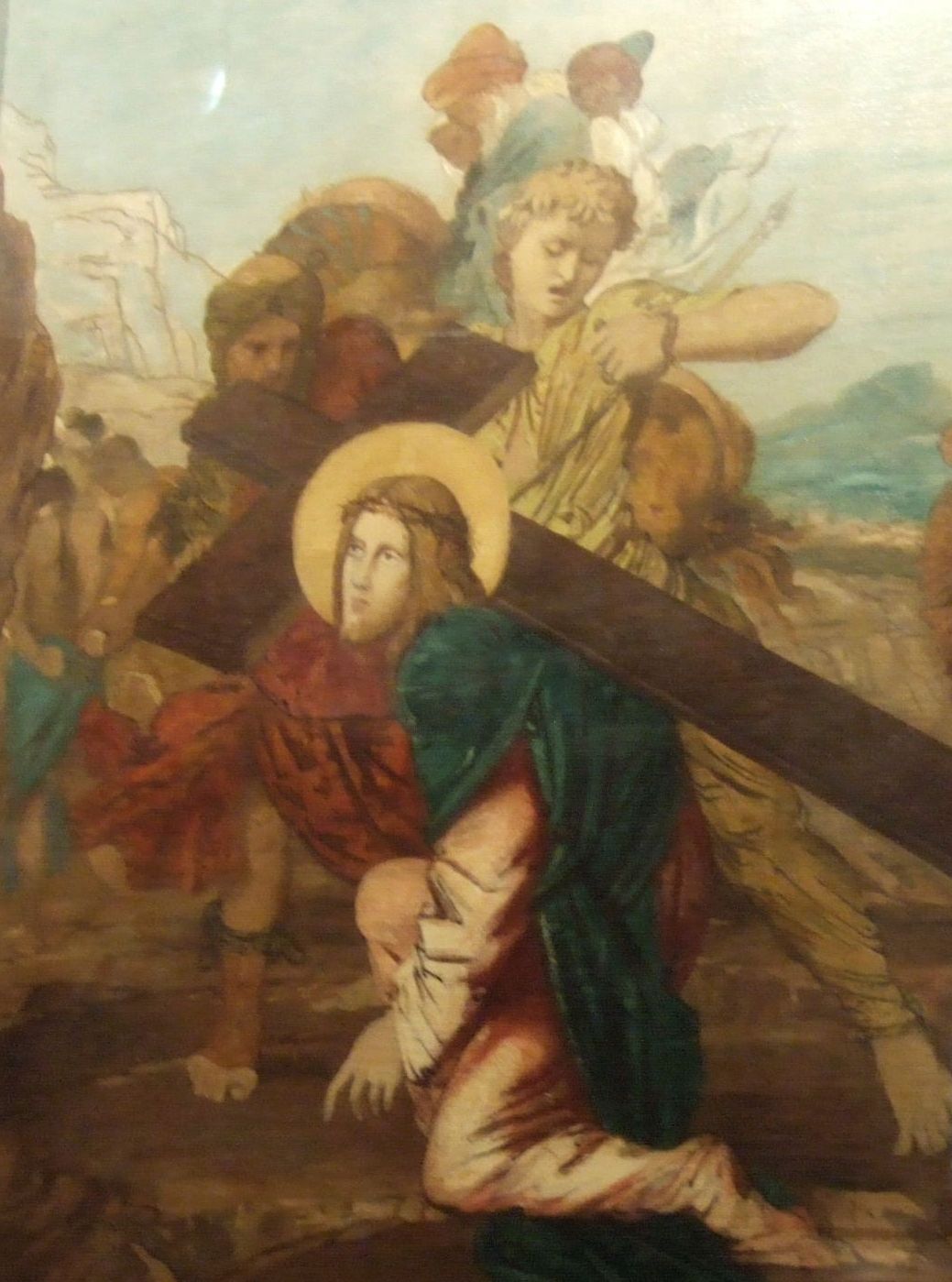
Troisième station du chemin de croix de Gustave Moreau.
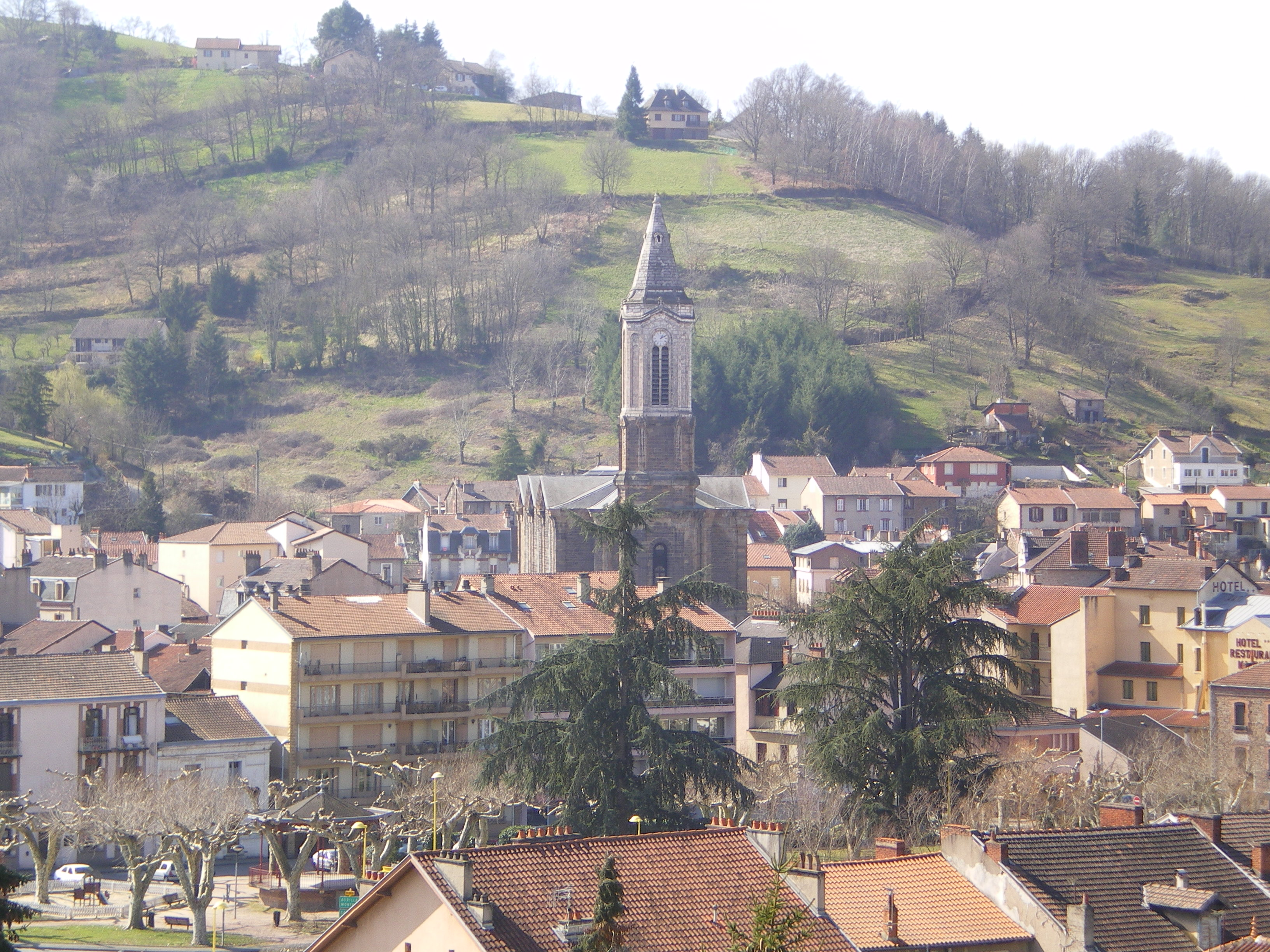

- Dans un ancien bâtiment industriel : musée de l'A.S.P.I.B.D. (Association de Sauvegarde du Patrimoine Industriel du Bassin de Decazeville-Aubin) Ce musée a pour objectif de mettre en valeur toutes les activités industrielles locales de la mine, du charbon, du fer, de l'acier, de la fonte, du zinc du verre et de la brique. Sur place : 600 m2 d'expositions de matériels miniers et métallo-sidérurgique, machines, documents, plans, photographies d'époques, reconstitutions, véhicules et maquettes.
- À Aubin, se trouve le Musée de la mine Lucien Mazars destiné à garder en mémoire tout le patrimoine issue de la mine sur le bassin houiller. Sur place : documents et objets divers d'époque et simulation d'un coup de grisou dans une galerie artificielle.
- Le musée des mémoires de Cransac renferme des documents, photographies et maquettes détaillées des mines Cransac ainsi que sur la résistance de la seconde guerre mondiale.
- Site de La Découverte, ancienne mine à ciel ouvert accompagné du chevalement métallique du puits Central. (Seul chevalement restant.) Véritable amphithéâtre de verdure, les sentiers de La Découverte permettent des promenades.
- Peintures murales de la Société de secours minière de Decazeville, réalisées en 1940 par un couple d'artistes belges en exode, Auguste et Constance Equeter[119].

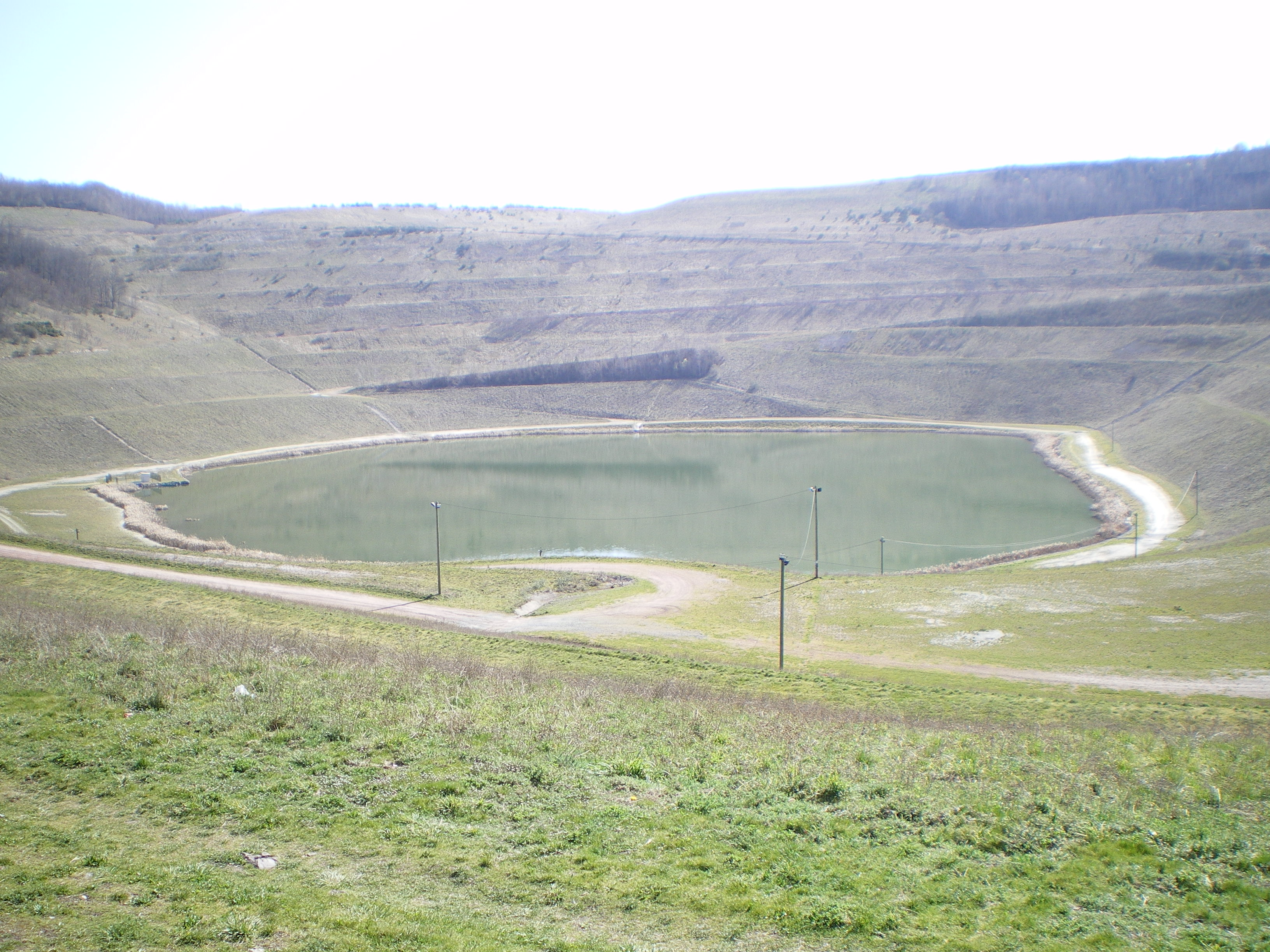
« La Découverte »
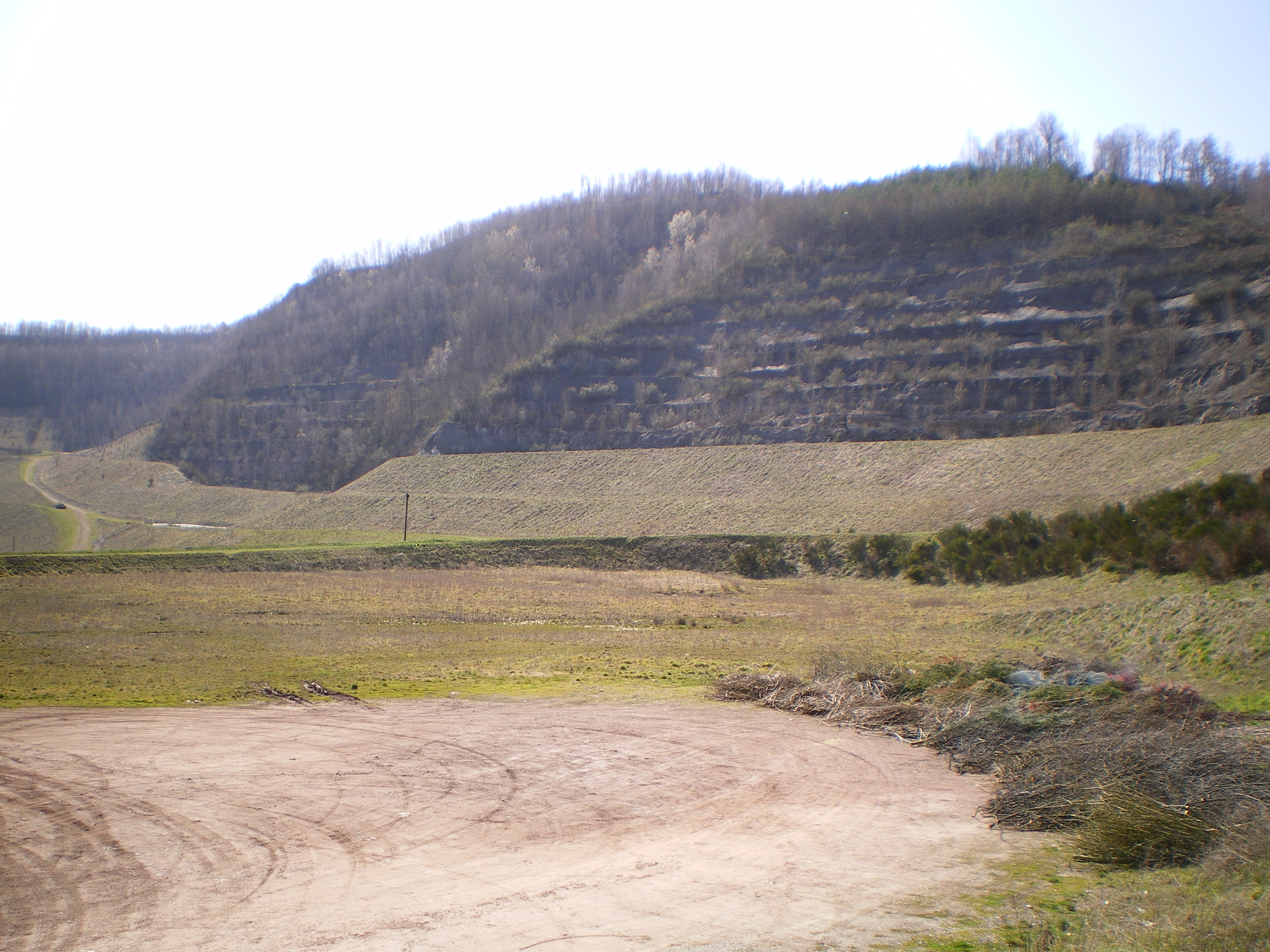
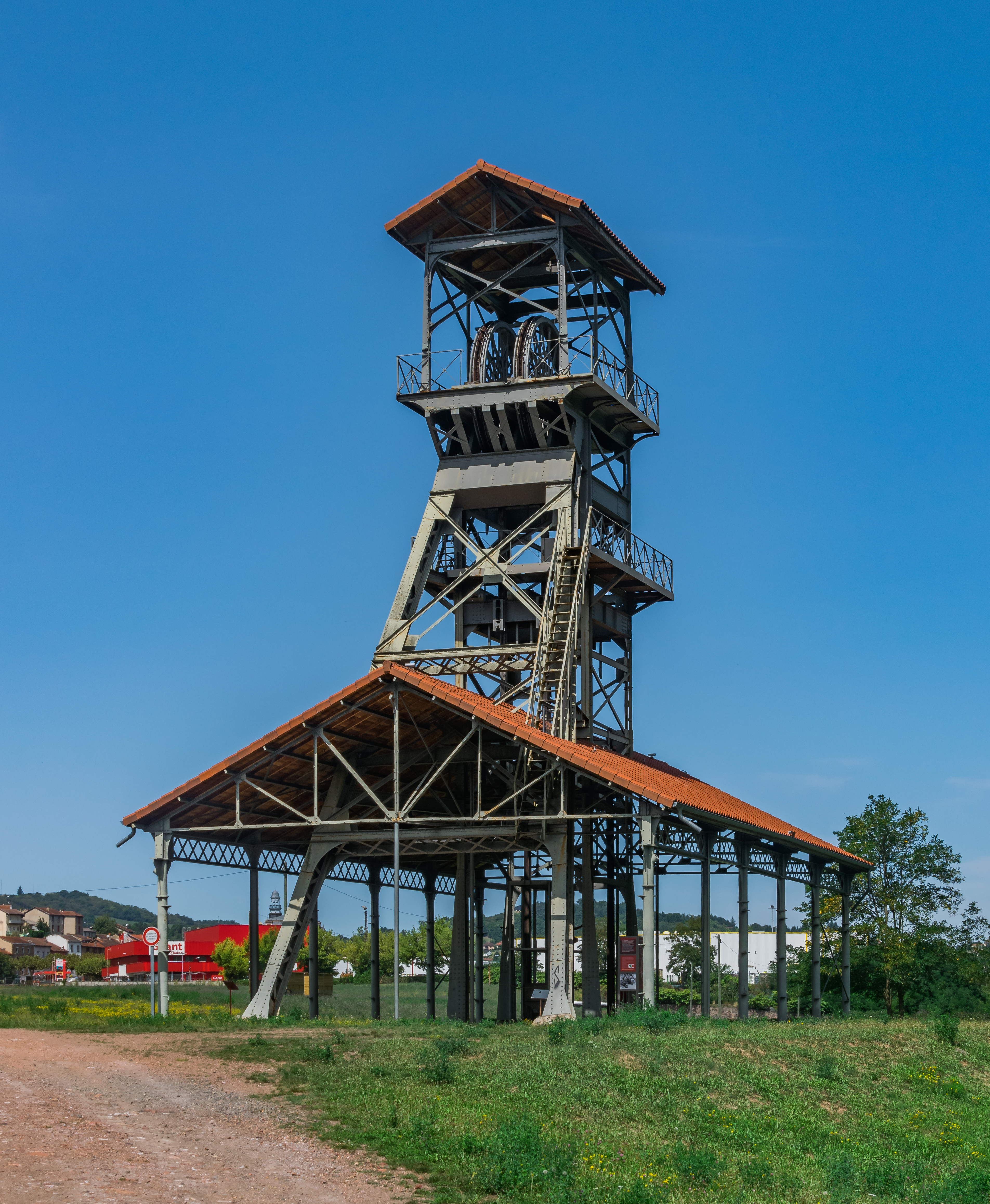
Chevalement
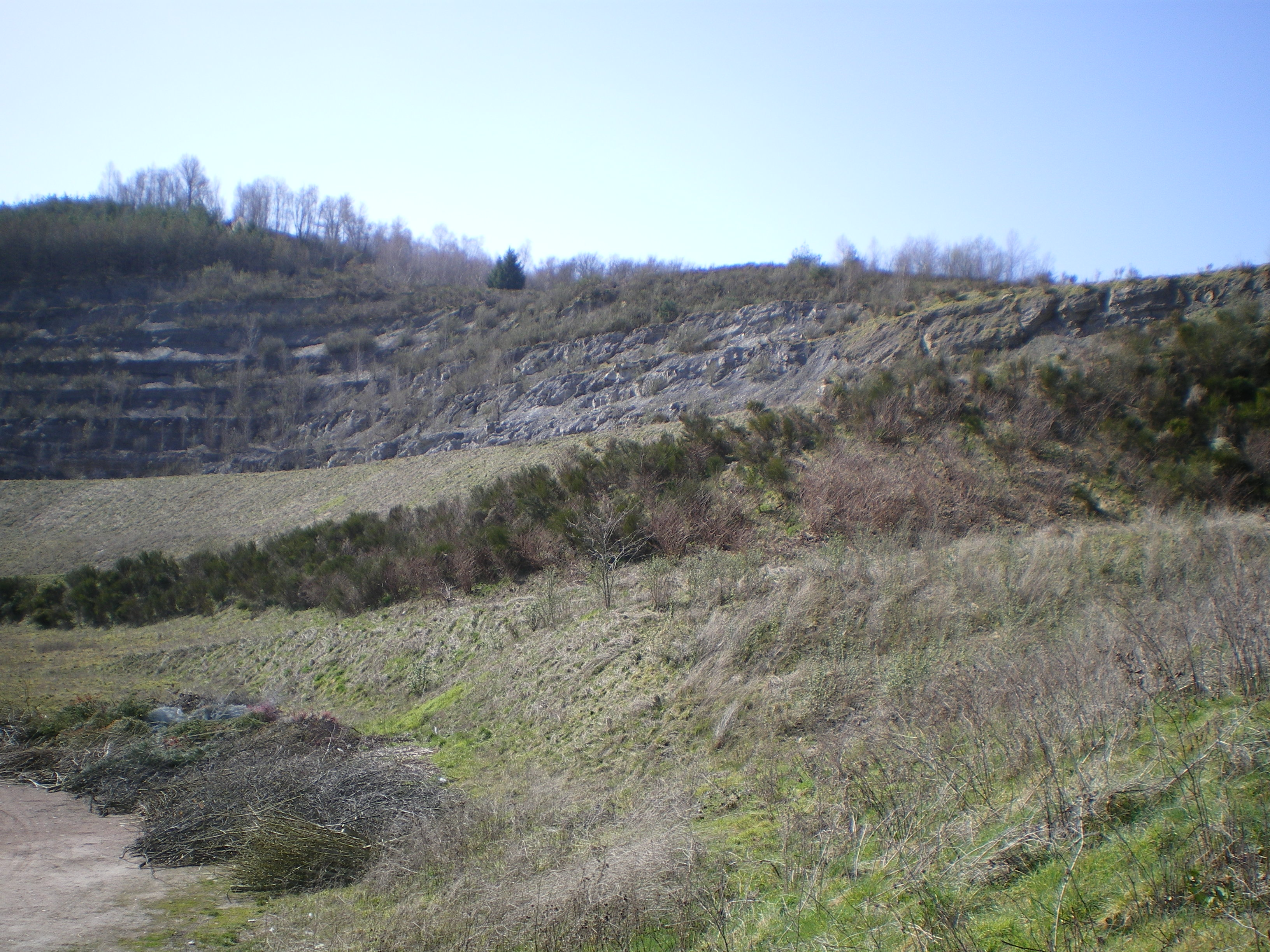
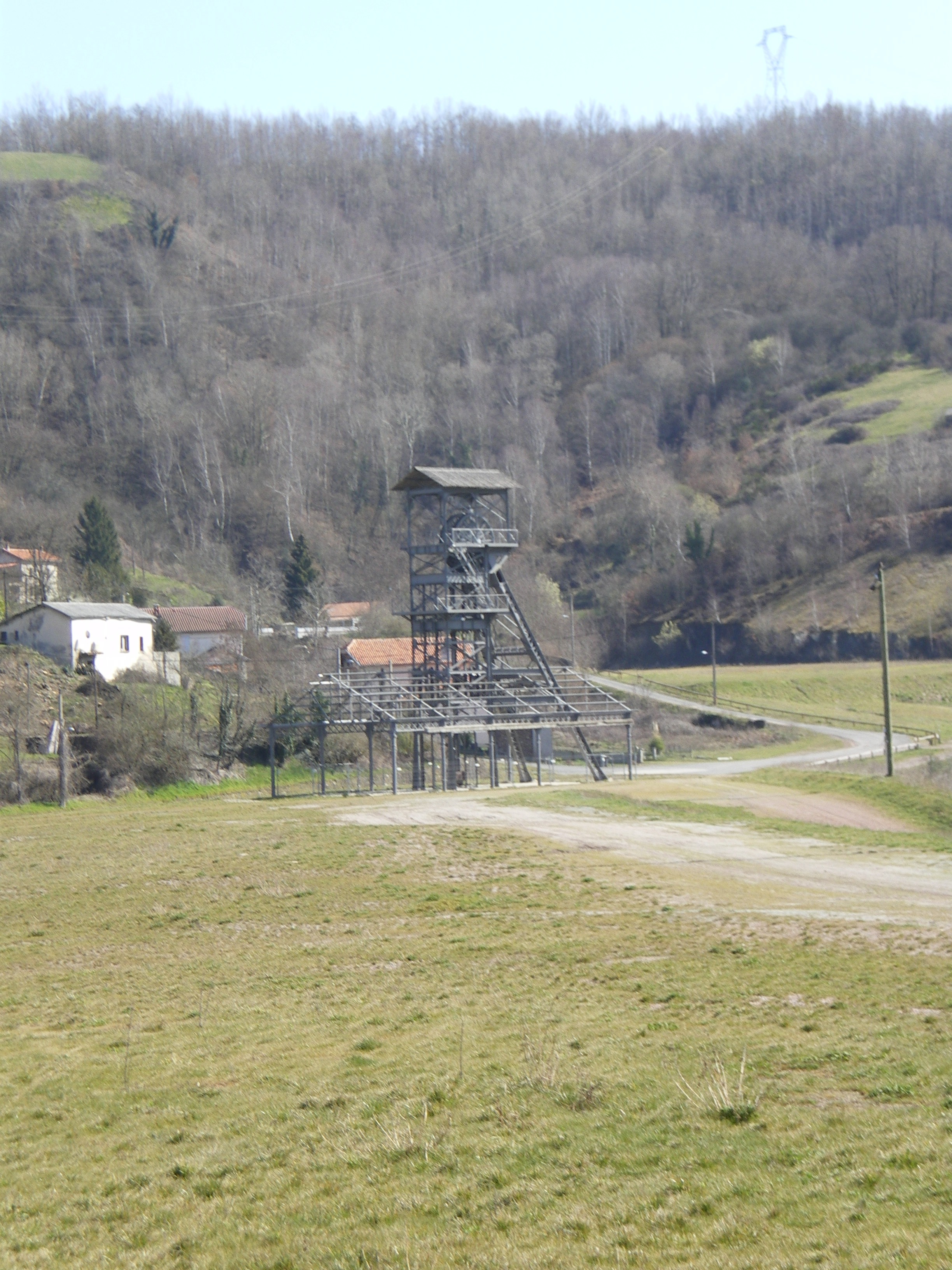

##### Musée de géologie Pierre-Vetter
La ville abrite depuis 1977 le musée régional de géologie Pierre-Vetter (du nom de son fondateur), consacré surtout aux gisements de la période du carbonifère. Le bâtiment nécessitant des travaux d’envergure a été fermé au public début 2017, ce qui soulève la question du devenir des collections. Le futur de ce bâtiment fait l’objet d’une délibération du conseil municipal de Decazeville en avril 2019 : transfert de l’agence Crédit Agricole de Decazeville en lieu et place du musée Pierre-Vetter. La démolition de l’édifice est effective en août 2020, avant la réalisation d’une nouvelle structure qui abritera les activités de l’agence bancaire. Les collections ont été déménagées en interne et font l’objet d’un inventaire sous l’égide de la Direction Régionale des Affaires Culturelles (DRAC). En 2020, le musée Pierre-Vetter continue malgré tout d’œuvrer pour la diffusion de la culture scientifique et la valorisation du patrimoine naturel à travers de nombreuses manifestations "hors les murs" organisées tout au long de l'année.

##### Pierre Vetter, fondateur du musée géologique
Pierre Vetter, né en 1919 dans la Loire-Atlantique, décédé en 1998, était un géologue diplômé de la faculté des sciences de Toulouse. Il commença sa carrière professionnelle en 1947 aux Houillères du Bassin d'Aquitaine, afin d'assurer l'étude géologique des bassins houillers de Decazeville et de Carmaux. En 1968, il soutint une thèse de Docteur ès Sciences sous le titre : "Géologie et Paléontologie des bassins houillers de Decazeville, Figeac et du Détroit de Rodez",. Désireux de préserver les roches et les fossiles qu’il collecta inlassablement tout au long de sa carrière, il créa en 1977 le Musée de Géologie de Decazeville. Il en fut le conservateur à titre bénévole et s’investit complètement pour populariser les sciences de la Terre auprès du grand public, en particulier auprès des plus jeunes. Le Musée prit officiellement son nom en 1996.

### Patrimoine culturel

#### Films
Le film Héroïnes réalisé par Gérard Krawczyk en 1996 et sorti le 27 août 1997 a été tourné en partie à Decazeville et dans l'Aveyron, en intégrant le particularisme de la cité minière dans le scénario. Outre Virginie Ledoyen et Maïdi Roth (qui signe et interprète les chansons du film) dans les rôles-phare, les acteurs les plus connus sont Serge Reggiani, Marie Laforêt, Charlotte de Turckheim...

### Personnalités liées à la commune
- Élie Decazes (1780-1860), fondateur de la ville, président du conseil des ministres sous Louis XVIII.
- François Gracchus Cabrol (1793-1882), militaire, homme politique et industriel, inhumé à Decazeville.
- Hippolyte Prudhon (1832-1899), homme politique né à Decazeville (Aveyron) et décédé à Mâcon (Saône-et-Loire).
- Emma Calvé (1858-1942), cantatrice.
- Paul Ramadier (1888-1961), maire de Decazeville de 1919 à 1959, député de l'Aveyron de 1928 à 1958 et ministre de 1938 à 1949.
- Henri Agel (1911-2008), philosophe et critique de cinéma.
- Pierre Baudis (1916-1997), maire de Toulouse de 1971 à 1983.
- Jacques Monfrin (1924-1998), philologue.
- Jean Ségalat (1926-1987), artiste peintre.
- Gilbert Verdié (1928-2005), joueur international du rugby à 13.
- Maurice Frot (1928-2004), écrivain et cofondateur du Printemps de Bourges.
- Jean-Claude Berejnoï (1939-2024), joueur international de rugby à XV.
- Serge Mesonès (1948-2001), footballeur.
- Rachid Khimoune (1953) sculpteur, dessinateur, peintre.
- Christian Viguié (1960), écrivain et poète.
- Lionel Beffre (1964), haut-fonctionnaire.
- Rémi Soulié (1968), philosophe et critique littéraire.
- Laurent Alexandre (1973), député de l'Aveyron, né à Decazeville.
- Joris Segonds[131] (1997-), rugbyman Français.

### Héraldique
| Blason de la commune de Decazeville | Les armes de la commune de Decazeville se blasonnent ainsi : De gueules à deux hauts fourneaux d’or accouplés, les récupérateurs au centre, leur tuyauterie de sinople, accompagnés en pointe d’une foi d'argent parée d'or, au chef d’argent chargé de trois lampes anciennes de mineur de sable allumées de gueules. |